# Беба-Веке (комуна)
Беба-Веке (рум. Beba Veche) — комуна у повіті Тіміш в Румунії. До складу комуни входять такі села (дані про населення за 2002 рік):
- Беба-Веке (1047 осіб)
- Керестур (475 осіб)
- Пордяну (78 осіб)

Комуна розташована на відстані 490 км на північний захід від Бухареста, 82 км на північний захід від Тімішоари.

## Населення
За даними перепису населення 2002 року у комуні проживали 1600 осіб.
Національний склад населення комуни:
| Національність | Кількість осіб | Відсоток |
| -------------- | -------------- | -------- |
| румуни         | 979            | 61,2%    |
| угорці         | 567            | 35,4%    |
| цигани         | 30             | 1,9%     |
| німці          | 19             | 1,2%     |
| болгари        | 2              | 0,1%     |
| українці       | 1              | 0,1%     |
| серби          | 1              | 0,1%     |
| євреї          | 1              | 0,1%     |

Рідною мовою назвали:
| Мова       | Кількість осіб | Відсоток |
| ---------- | -------------- | -------- |
| румунська  | 1001           | 62,6%    |
| угорська   | 569            | 35,6%    |
| німецька   | 18             | 1,1%     |
| циганська  | 9              | 0,6%     |
| українська | 1              | 0,1%     |
| сербська   | 1              | 0,1%     |
| болгарська | 1              | 0,1%     |

Склад населення комуни за віросповіданням:
| Релігія        | Кількість осіб | Відсоток |
| -------------- | -------------- | -------- |
| православні    | 944            | 59,0%    |
| римо-католики  | 596            | 37,3%    |
| реформати      | 40             | 2,5%     |
| п'ятдесятники  | 13             | 0,8%     |
| греко-католики | 4              | 0,3%     |
| адвентисти     | 3              | 0,2%     |